# More Fun in the New World
More Fun in the New World è il quarto album discografico degli X.

## Tracce
(Exene Cervenka, John Doe- X)
1. The New World - 3:25
2. We're Having Much More Fun - 3:05
3. True Love - 2:15
4. Poor Girl - 2:50
5. Make the Music Go Bang  -3:00
6. Breathless - 2:15(Otis Blackwell)
7. I Must not Think Bad Thoughts - 4:10
8. Devil Doll - 3:05
9. Painting The Town Blue - 2:15
10. Hot House - 2:55
11. Drunk in My Past -2:51
12. I See Red -3:00
13. True Love pt.2-5:00 (X-X)

## Formazione
- Exene Cervenka - voce
- John Doe - basso, voce
- Billy Zoom - chitarra
- D.J. Bonebrake - batteria, percussioni